# Cathédrale Notre-Dame-du-Bon-Pasteur de Djibouti
La cathédrale Notre-Dame-du-Bon-Pasteur de Djibouti, érigée au milieu du XXe siècle à Djibouti dans le pays homonyme, est l'église catholique principale du diocèse de Djibouti et le siège de l'évêché.

## Histoire
La cathédrale est érigée en 1964, sous l'impulsion de Henri Hoffmann, évêque de Djibouti, à l'emplacement de l'ancienne église Sainte-Jeanne-d'Arc, démolie en raison de son étroitesse, le long de l'actuel boulevard de la République.
Elle est consacrée le 12 janvier 1964, par le cardinal Eugène Tisserant, doyen du Collège des cardinaux.
Elle est placée sous le vocable de Notre-Dame du Bon-Pasteur et son enceinte abrite l'évêché de Djibouti.

## Architecture
L'architecture monolithe de la cathédrale appartient au mouvement moderne. Elle est une conception de Joseph Müller, architecte à Colmar (France), et une réalisation de M. Calcagnile de Bad Gastein (Autriche).